# Elfodd
Elfodd, Elfoddw (? - 809.) je bio velški biskup. 
Smatra se da je Elfodd bio Elvodugus odnosno Elbodugus, čiji je učenik bio povjesničar Nenije. Za Elfodda se smatra da je uvjerio britanske odnosno velške crkvenjake prihvatiti kontinentalno računanje Uskrsa. Čini se da je Elfodd kao mladić bio u nekoj svezi sa samostanom u Holyheadu na Angleseyu. Smatra se da je bio mlad kad je 768. godine uvjerio velšku Crkvu neka budu isto kao i Rim u smislu računanja nadnevka Uskrsa. Anali Brut y Tywysogiona tvrde:
Osam godina poslije te [768.] Uskrs je pomaknut za Brite, a Elbodije sluga Božji ga je pomaknuo.'
Prema Annales Cambriae, umro je 809. godine. Elfoddova smrt nije zabilježena sve do te godine. Brut y Tywysogion ga opisuje kao nadbiskupa (ili glavnog biskupa) Gwynedda. Nenije, koji je u Historia Brittonum napisao da je bio Elfoddovim učenikom, opisuje ga kao najsvetijeg biskupa a ujedno je otkrio podatak da je Elfodd bio proučavao djela Bede Časnog. Stoljeće poslije tvrdi da je 755. Elfodd bio posvećen kao bangorski biskup, no taj podatak možda nije pouzdan.